# Flugunfall einer Boeing 727 der Iran Air bei Rascht
Ein Flugunfall einer Boeing 727 der Iran Air ereignete sich am 9. Juni 1996 bei Rascht während eines Trainingsfluges. Bei dem Absturz der eingesetzten Boeing 727-286Adv kamen vier von sieben Insassen ums Leben.

## Maschine
Bei dem verunglückten Flugzeug handelte es sich um eine Boeing 727-286Adv., die zum Zeitpunkt des Unfalls 21 Jahre und 1 Monat alt war. Die Maschine wurde im Werk von Boeing auf dem Boeing Field im Bundesstaat Washington montiert und absolvierte am 29. April 1975 ihren Erstflug, ehe sie am 8. Mai desselben Jahres neu an die Iran Air ausgeliefert wurde. In den 1970er-Jahren wurde die staatliche Fluggesellschaft des zu diesem Zeitpunkt durch Schah Mohammad Reza Pahlavi regierten Iran häufig mit Flugzeugen beliefert, erst nach der Islamischen Revolution wurden Lieferungen von Boeing-Maschinen in den Iran eingestellt. Das Flugzeug trug die Werksnummer 21079, es handelte sich um die 1131. Boeing 727 aus laufender Produktion. Die Maschine wurde mit dem Luftfahrzeugkennzeichen EP-IRU zugelassen. Das dreistrahlige Schmalrumpfflugzeug war mit drei Triebwerken des Typs Pratt & Whitney JT8D-15 ausgestattet. Bis zum Zeitpunkt des Unfalls hatte die Maschine eine Gesamtbetriebsleistung von 38.678 Betriebsstunden absolviert.

## Insassen und Flugplan
Am 9. Juni 1996 befand sich nur eine siebenköpfige Besatzung an Bord der Maschine. Das Flugzeug wurde vom Flughafen Teheran-Mehrabad zum Flughafen Rascht geflogen, wo Übungsanflüge durchgeführt werden sollten.

## Unfallhergang
Während des Flugtrainings wurden wiederholte Touch-and-Go-Manöver mit der Maschine geflogen. Nach dem fünfzehnten Manöver dieser Art setzten die Piloten die Maschine mit eingefahrenem Fahrwerk auf, da sie vergessen hatten, dieses auszufahren. Die Maschine schleifte über eine Länge von 2100 m auf dem Bauch über die Fahrbahn, anschließend starteten die Piloten das schwer beschädigte Flugzeug dennoch wieder durch. Im hinteren Rumpfbereich hatte sich derweil ein Brand entwickelt. Die Maschine flog Warteschleifen über dem Flughafen. Das Fahrwerk wurde manuell ausgefahren und die Flugsicherung erteilte eine Freigabe zur Landung auf Bahn 09. Das Feuer breitete sich derweil aus und beschädigte die Flugsysteme. Dem Kapitän fiel es schwer, die Maschine unter Kontrolle zu halten. Fünf Kilometer westlich vom Flughafen streifte die linke Tragfläche den Boden, woraufhin die Maschine in ein Reisfeld stürzte und auseinanderbrach. Von den sieben Besatzungsmitgliedern kamen vier ums Leben.

## Ursache
Als Ursachen für den Unfall wurde eine Reihe von Faktoren angeführt:
- Flugbesatzung reagierte nicht auf das akustische Warnsignal, das sie vor dem Aufsetzen mit eingezogenem Fahrwerk warnte
- die Besatzung ging die Checkliste für die Landung nicht ordnungsgemäß durch
- mangelhaftes Crew Resource Management (CRM)
- der verantwortliche Pilot hatte vergessen, das Fahrwerk auszufahren
- das Schleifen der Maschine auf dem Rumpf über eine Dauer von 30 Sekunden und eine Distanz von 2100 Metern Bahnlänge
- das Fortführen des Fluges über einen Zeitraum von 9 Minuten und 30 Sekunden ungeachtet der Brand- und Rauchentwicklung an Bord
- der letztliche Ausfall der Flugsteuerungssysteme